# Chrystian I Oldenburg
Chrystian I Oldenburg (ur. w lutym 1426 w Oldenburgu, zm. 21 maja 1481 w Kopenhadze) – król Danii w latach 1448–1481 (pierwszy z dynastii Oldenburgów) oraz na prawach Unii kalmarskiej, władca Norwegii w latach 1450–1481 i Szwecji w latach 1457–1464.

## Życiorys
Panowanie Chrystiana rozpoczęło się problemami z uznaniem go za króla w Norwegii; Szwecja natomiast zerwała Unię kalmarską, a na tron wstąpił tam Karol VIII Knutsson Bonde. Jednym z pierwszych posunięć Karola było zażądanie od Chrystiana oddania Gotlandii, kolejnym, w 1449, ogłoszenie się królem Norwegii, choć formalnie miał nim być Chrystian. Na spotkaniu królów w Halmstad doszło do porozumienia: w zamian za koronę Norwegii Chrystian uznał prawa Karola do Szwecji. Wkrótce jednak Karol wypowiedział Danii wojnę i zaatakował Skanię. Przeciągające się pięć lat potyczki skończyły się w 1457 roku klęską Karola; wtedy również na tronie Szwecji zasiadł Chrystian. Karol zbiegł do Gdańska.

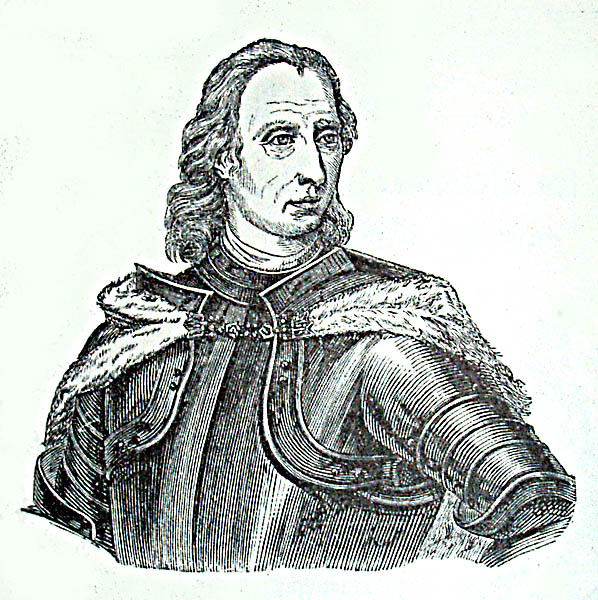
Chrystian I na rysunku z XIX w.

W latach 1459–1460 Chrystian przyłączył do królestwa południową Jutlandię, został władcą Szlezwiku i Holsztyna (z zastrzeżeniem wymuszonym przez holsztyńskich możnych, że obie te krainy nie zostaną nigdy rozdzielone; drugim warunkiem było coroczne zwoływanie rady holsztyńskich i szlezwickich możnych). Sprawa przejęcia części Jutlandii, Holsztynu i Szlezwiku wymagała nakładów na wojny z innymi chętnymi na te tereny. Wojny te były finansowane podatkami nałożonymi w Skanii. Doprowadziło to do buntu, z którego skorzystał Karol Bonde, który powrócił i ponownie koronował się na króla Szwecji.
Po śmierci Karola, w 1470, Chrystian próbował ponownie przejąć Szwecję. Poniósł jednak druzgocącą klęskę w bitwie na wzgórzu Brunkeberg (10 października 1471). W 1474 roku został przez cesarza Fryderyka III podniesiony z tytułu hrabiego do rangi księcia Holsztynu.